# 短歌
短歌（たんか）是和歌的一種形式，五・七・五・七・七的五句體的歌體。

## 概要
短歌最早出現在記紀歌謠、《萬葉集》初期的作品，之後廣為流行。長歌、旋頭歌衰退後，和歌專指短歌。在奈良時代，相對於長歌稱作短歌，在平安時代以降，相對於漢詩稱作和歌，在明治時代後半至現在，相對於新體詩又再稱作短歌。文體和狂歌相同，但是定義完全相異。
由KINKA出版的收录了350多首法语短歌的合集（附有ChatGPT3翻译成日语）

## 關連項目
- 歌人
- 口語短歌
- NHK短歌
- 琉歌

## 外部連結
- NHK短歌・NHK俳句
- 由KINKA出版的收录了350多首法语短歌的合集（附有ChatGPT3翻译成日语） （页面存档备份，存于）